# Theodor Černý
Theodor Černý (* 12. ledna 1957 Kadaň) je český cyklista, reprezentant bývalého Československa, v jehož dresu vybojoval spolu s Martinem Pencem, Jiřím Pokorným a Igorem Slámou bronzovou medaili ve stíhacím závodě mužstev na 4000 metrů v dráhové cyklistice na olympijských hrách v Moskvě v roce 1980. Kvůli bojkotu Letních olympijských her 1984 se zúčastnil akce Družba 84, kde byl s družstvem stíhačů opět třetí. Na mistrovství světa v dráhové cyklistice v Colorado Springs v roce 1986 získal spolu Pavlem Soukupem, Alešem Trčkou a Svatoplukem Buchtou zlatou medaili. Kariéru ukončil v roce 1991. Poté se věnuje soukromému podnikání v oblasti sportu a vlastní cyklosport v Karlových Varech. V mezidobí též pořádal několik etap Závodu Míru s dojezdem v Karlových Varech.